# Prêmio ACS de Química Inorgânica
O Prêmio ACS de Química Inorgânica (em inglês:  American Chemical Society Award in Inorganic Chemistry) é concedido anualmente desde 1962 pela American Chemical Society (ACS) por pesquisas em química inorgânica. É dotado com US$ 5000.

## Recipientes
- 1962 Frank Albert Cotton
- 1963 Daryle H. Busch
- 1964 Fred Basolo
- 1965 Earl Muetterties
- 1966 Geoffrey Wilkinson
- 1967 John L. Margrave
- 1968 Jack Halpern
- 1969 Russell S. Drago
- 1970 Neil Bartlett
- 1971 Jack Lewis
- 1972 Theodore L. Brown
- 1973 Frederick Hawthorne
- 1974 Lawrence F. Dahl
- 1975 James P. Collman
- 1976 Richard H. Holm
- 1977 não concedido
- 1978 Harry Barkus Gray
- 1979 James Ibers
- 1980 Alan M. Sargeson
- 1981 Henry Taube
- 1982 Roald Hoffmann
- 1983 George W. Parshall
- 1984 Malcolm Green
- 1985 Francis Gordon Albert Stone
- 1986 John D. Corbett
- 1987 Stephen Lippard
- 1988 Mark S. Wrighton
- 1989 Malcolm Harold Chisholm
- 1990 Thomas J. Meyer
- 1991 R. Bruce King
- 1992 Walter G. Klemperer
- 1993 Gregory J. Kubas
- 1994 Tobin Marks
- 1995 Guido Pez
- 1996 Richard Schrock
- 1997 James L. Dye
- 1998 Brice Bosnich
- 1999 Richard D. Adams
- 2000 Edward I. Stiefel
- 2001 Edward I. Solomon
- 2002 Thomas B. Rauchfuss
- 2003 Karl Otto Christe
- 2004 Herbert Walter Roesky
- 2005 William J. Evans
- 2006 Karl E. Wieghardt
- 2007 Sheldon G. Shore
- 2008 Kenneth N. Raymond
- 2009 Daniel George Nocera
- 2010 Donald J. Darensbourg
- 2011 Robert Cava
- 2012 Clifford P. Kubiak
- 2013 Daniel L. DuBois
- 2014 Guy Bertrand
- 2015 John T. Groves
- 2016 Mercouri Kanatzidis
- 2017 Lawrence Que
- 2018 James Moers Mayer
- 2019 George Christou[1]